# Ана Фокс
Ана Фокс (англ. Ana Foxxx; род. 29 октября 1988 года, Риалто, Калифорния, США) — афроамериканская порноактриса.

## Карьера в порнофильмах
Карьеру начала в 2012 году, когда ей было 24 года. На 2018 год снялась в 355 фильмах для взрослых.
Использовала сценические псевдонимы Ana Foxxy, Ana Foxx, Anna Foxxx.

## Награды
| Год  | Церемония        | Результат | Награда                       |
| ---- | ---------------- | --------- | ----------------------------- |
| 2012 | Urban X Award    | Номинация | Восходящая звезда (Женщина)   |
| 2013 | AVN Award        | Номинация | Лучшая новая старлетка        |
| 2013 | NightMoves Award | Номинация | Лучший этнический исполнитель |
| 2014 | XBIZ Award       | Номинация | Лучшая новая старлетка        |

## Избранная фильмография
- Black Anal Addiction 2 (2011)
- Bartender (2013)
- Black Heat (2013)
- Sport Fucking 11 (2013)
- Pussy Workout 3 (2013)
- This Ain’t Star Trek XXX 3